# 米科爾森峰
67°47′S 66°43′E / 67.783°S 66.717°E
米科爾森峰（英語：Mikkelsen Peak）是南極洲的山峰，位於麥克羅伯特森地，海拔高度420米，挪威捕鯨船隊在1931年1月和2月探索該地區，該山峰現時由南極條約體系管理。